# Jírovec na náměstí v Lysé nad Labem
Jírovec na náměstí v Lysé nad Labem je památným stromem, který roste ve středočeské Lysé nad Labem v severozápadní části náměstí Bedřicha Hrozného.
Z botanického hlediska jde o jírovec maďal (lat. Aesculus hippocastanum). Ochrana stromu byla vyhlášena 20. listopadu 2001, a to z iniciativy města Lysá nad Labem. V tomto roce měl strom výšku 17 metrů a obvod kmenu 335 cm. Odhadované stáří je asi 100 let. Jde o jeden z původních jírovců vysazených při sadovnické úpravě náměstí v roce 1881 po zboření kostela sv. Jana Křtitele v roce 1878.